# Il Gelindo dei frati di Alessandria
Il Gelindo dei frati di Alessandria è una rappresentazione dialettale (per metà sacra e per metà comica, La Divòta Cumédia), rappresentata in periodo natalizio, che narra la "Favola del pastore Gelindo".
L'origine del Gelindo è da ricercarsi nel Monferrato e gli studiosi concordano nel porre la sua prima scrittura nel XVII secolo.

## Genesi dell'opera
Gelindo, ovvero la Divòta Cumédia (così definita nel dialetto alessandrino) dei frati francescani di Alessandria, nasce nel dicembre del 1924.
Padre Giacinto, un frate cappuccino allora Assistente dell'Associazione San Francesco di Alessandria e convinto assertore dell'utilità della pratica teatrale nella formazione e nell'aggregazione dei gruppi giovanili, propone copioni ed organizza diversi spettacoli amatoriali.
A lui si deve la nascita di quella che diventerà una vera e propria tradizione cittadina, rigorosamente recitata in dialetto alessandrino per le parti popolari: il Gelindo dei frati, da allora rappresentato ininterrottamente fino ad oggi in periodo natalizio. L'Assistente propone nel Natale del 1924 la commedia natalizia "Il pastore Gelindo… ossia la natività di Gesù Cristo”, su copione ridotto ed adattato dal teologo Canonico Carlo Testone di Casteggio per i circoli cattolici maschili.

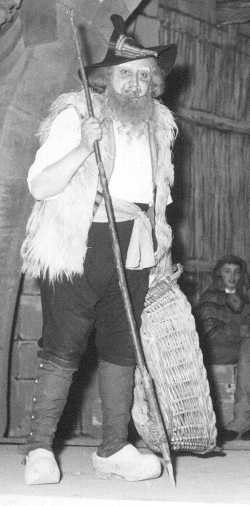
Domenico Arnoldi, il primo Gelindo

Il testo viene rappresentato ininterrottamente da allora al Teatro San Francesco di Alessandria, annesso al convento, messo in scena da attori rigorosamente dilettanti appartenenti all'Associazione San Francesco.
Singolare la testimonianza di Domenico Arnoldi, che interpretò il ruolo del protagonista dalla prima recita e per vari decenni (sino a fine anni '70): “Avevamo il salone vuoto e quasi non sapevamo più come recitare: eravamo in crisi di attori. Anno 1924: Padre Giacinto ci consigliò di rappresentare per il prossimo Natale ‘Il Gelindo’, una bella commedia natalizia che a Tortona era stata rappresentata per 16 anni consecutivi! (che record!). Abbiamo inscenato la Divòta Cumédia e siamo partiti. Subito abbiamo capito (ed il pubblico più di noi) che nel fare i ‘grippioni’ eravamo proprio nei nostri panni. Come eravamo naturali e spontanei nel fare gli ignoranti e gli stupidi!

### La tradizione popolare

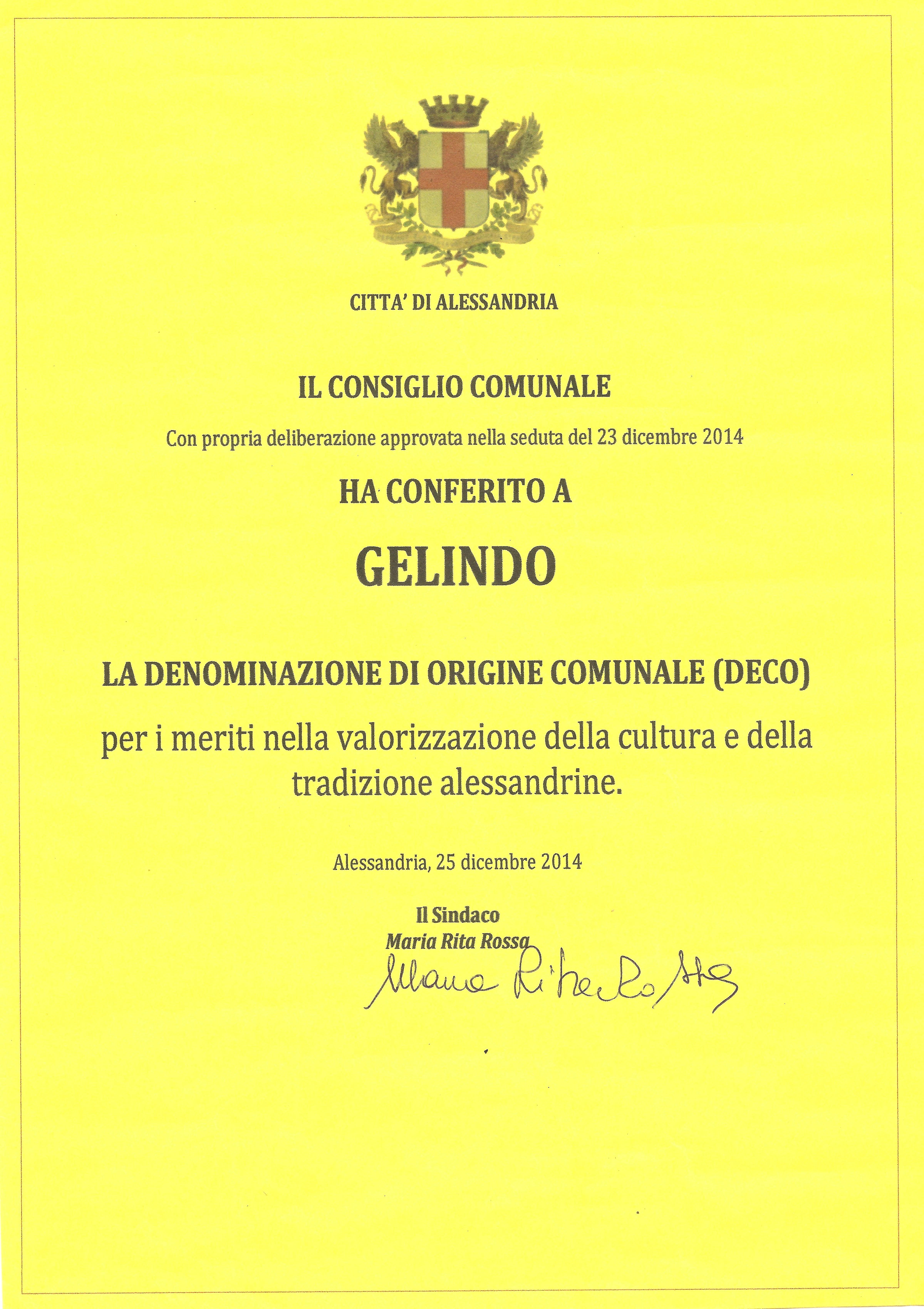
De.Co. Gelindo 25.12.2014

### Scenari

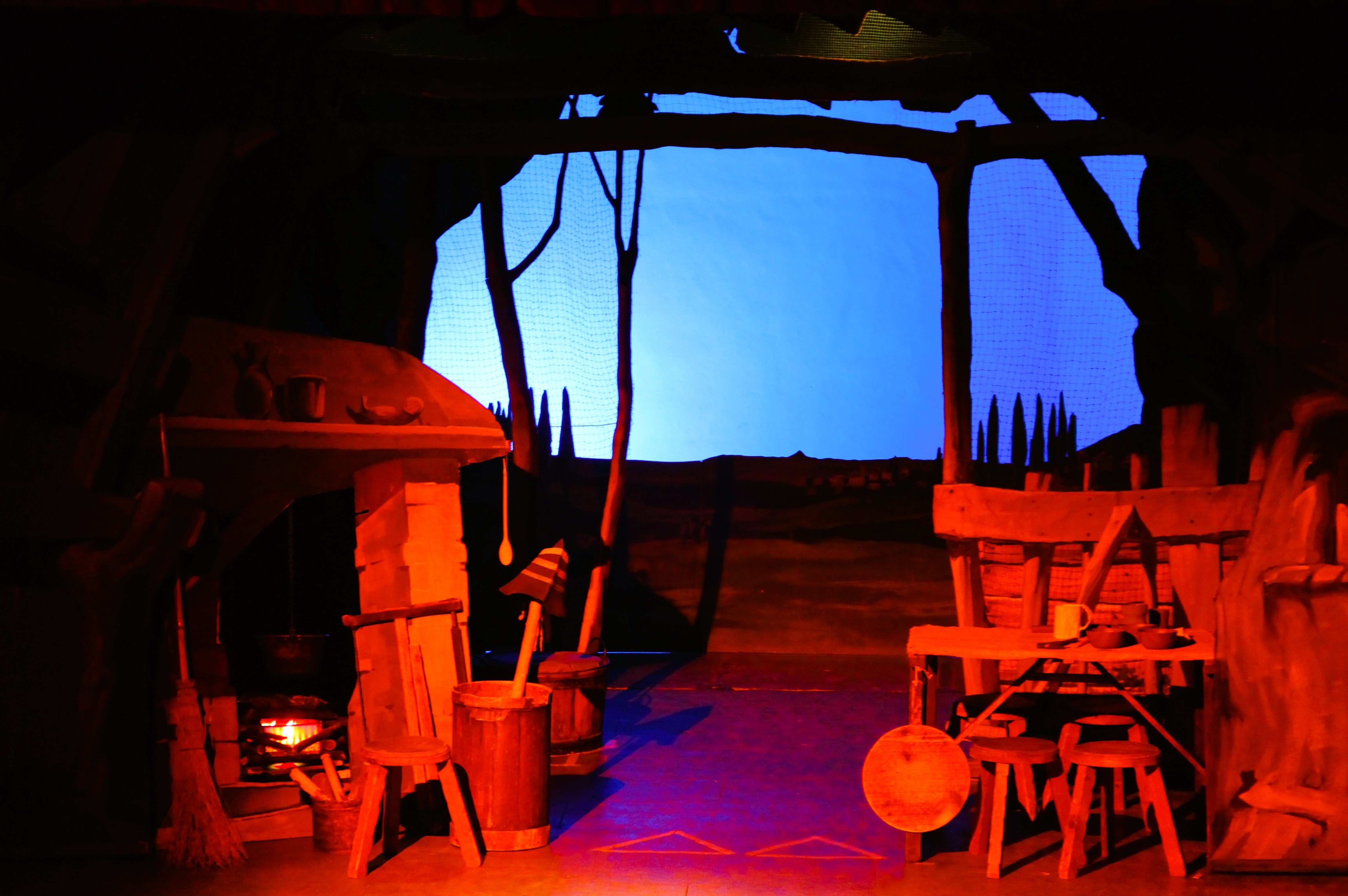
Scena casa di Gelindo

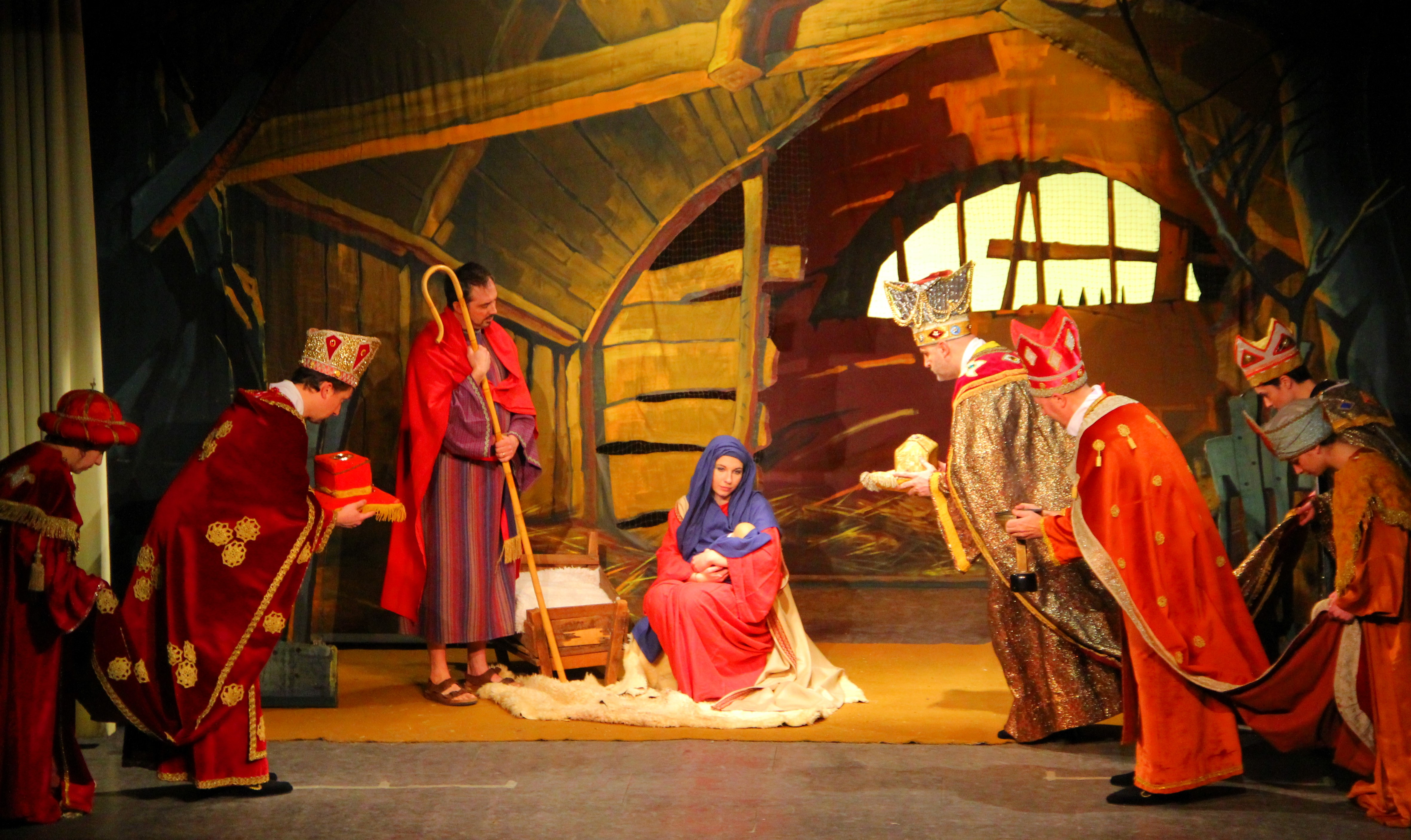
Scena dell'Adorazione dei Magi

### Costumi

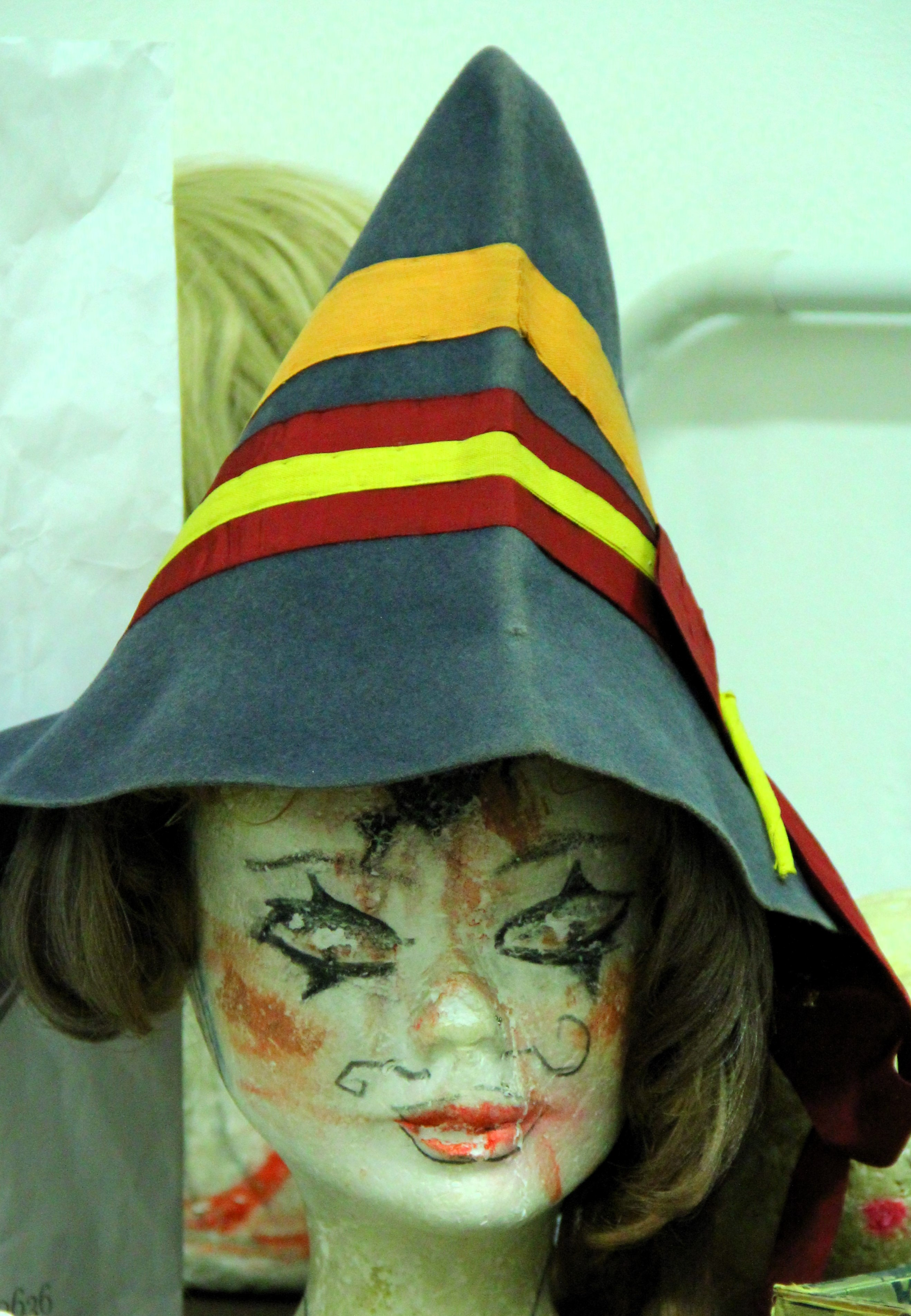
Cappello dei Pastori

## La Trama
Il Gelindo alessandrino è un pastore/commerciante che rivende i suoi formaggi (siràs) e vive insieme al figlio Narciso, e ai due garzoni il vecchio Maffeo (Mafè) ed il giovane scavezzacollo Tirsi. In realtà anche con la moglie Alinda, che, tuttavia, essendo il copione alessandrino derivato da quello per i circoli cattolici maschili, non prevede parti femminili in scena ad eccezione della Madonna.
Gelindo è un pastore dal carattere un po' testone e senza peli sulla lingua, tagliato con l'accetta e spigoloso come gli zoccoli che indossa, ma in fondo è un burbero dal cuore d'oro.
Per obbedire al censimento dell'imperatore Ottaviano Augusto, lascia la sua casa di Alessandria in riva al Tanaro e, per il mistero connaturato alle esigenze del copione, si ritrova come per incanto dalle parti di Betlemme.
Si imbatte nel percorso nei soldati di Erode il Grande che stanno per attuare la strage degli innocenti (Vangelo secondo Matteo 2,1-16). Incontra poi Giuseppe e Maria, li aiuta a trovare riparo per la notte in una grotta, e, dopo aver incontrato i Magi, è lui il primo a visitare Gesù Bambino insieme ai suoi pastori.
Il copione, o meglio il canovaccio per lo più tramandato per tradizione orale, intreccia esilaranti ed irriverenti scene di vita dei pastori con il loro rumoroso scalpitare (da cui il termine Cumédia), contrapposte a forti momenti di devozione (Divòta) come l'Adorazione dei Magi, l'accorato monologo di Maria ed il commovente saluto finale di Gelindo al Bambino, ormai certo della sua salvezza, come annunciato dagli angeli in coro.

## I personaggi

### La famiglia di Gelindo
Gelindo è un brav’uomo, ma dotato della scaltrezza indispensabile per sopravvivere a una vita grama. Vive in un’epoca sospesa tra l’oggi e il tempo in cui nacque Gesù. Fu lui il primo pastore a visitare Maria e Giuseppe quando Gesù era il re della stalla. Gelindo è il primo ponte lanciato tra il divino e l’uomo qualunque, il primo ginocchio piegato al cospetto dell’ineffabile; è sua la prima, goffa esplosione di meraviglia. Non è andato solo, Gelindo, alla mangiatoia celeste. C’era il suo vispo figliolo Narciso. Non una cima a scuola, ma, come tutti i bimbi, con il cuore aperto. È stato lui a capire il messaggio degli angeli quando cantarono che era nato il Messia. E poi c’era il braccio destro di Gelindo, il fido Medoro. Un mezzo parente, c’è chi dice il cognato, ma in fondo non importa. Medoro è un uomo dal cuore d’oro, ma in tanti lo dicono un po’ tonto. Ma uno di quei tonti che arrivano sempre dove vogliono, meglio ancora se a farsi offrire del buon vino e una fetta di polenta. Infine, con Gelindo, Narciso e Medoro, c’era anche Tirsi. Tirsi è un garzone giovane, un ragazzotto scapestrato e fannullone, perso in quell’età dove la spontaneità del bambino non vuole ancora cedere all’ottusità dell’adulto. Tirsi intuisce al volo che non può perdersi l’evento per eccellenza e, ordinato di stare a casa, rischia da solo la notte del bosco e le bastonate di Gelindo pur di seguirli da Gesù. E sarà l’ultimo ad uscire, a malincuore, dalla grotta santa. Solo Mafé, il vecchio garzone, in pratica un Tirsi avanti negli anni, non ha potuto andare alla santa grotta. Devoto a Gelindo, è rimasto a vivere con lui perché non ha più nessuno. Un brontolone un po’ gobbo, con lampi di furbizia e realismo sotto la lunga barba che sa sempre un po’ di vino. Sornione, il buon Mafé non si rammarica di non essere andato a Betlemme: certe cose i saggi non hanno bisogno di vederle con gli occhi.

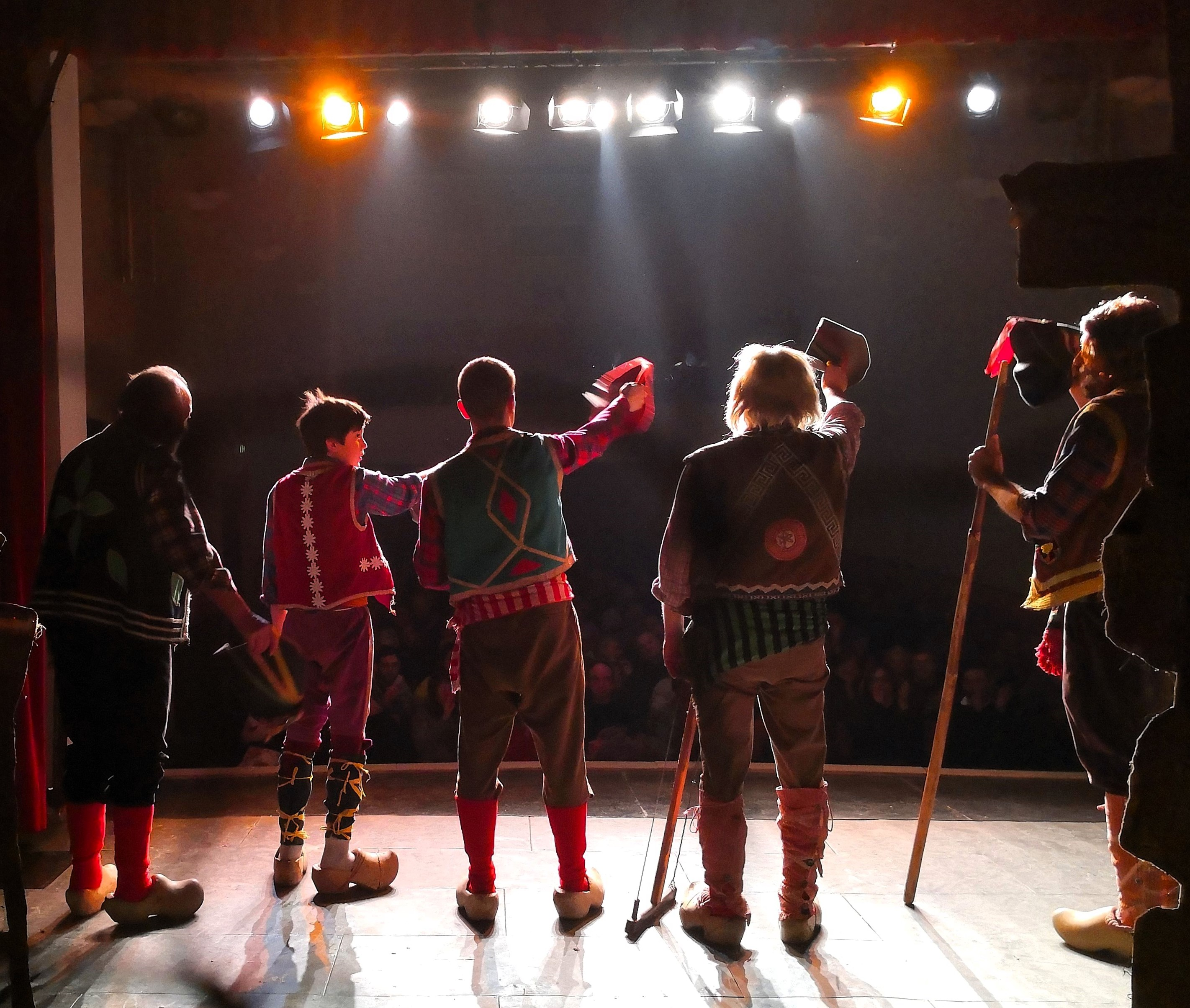
Saluto finale al pubblico, recita dell'11 gennaio 2020

### I personaggi storici
La storia ci insegna che il Centurione e i Soldati non siano persone di cuore, ma sicuramente per quanto riguarda la Divòta Cumédia, dotate di grande spirito… nella scena della piazza infatti sono “spalla” inconsapevole di un arguto e scaltro Gelindo. Ecco poi Giuseppe e Maria, impauriti, infreddoliti e con poco tempo a disposizione, incontrare chi li indirizza verso un posto sicuro, per passare la notte della Natività. E chi sono tutti questi bambini? Ma sono gli Angeli! Quanta emozione quando è ora di entrare in scena; solamente tenere su le manine "come se fossero ali" fa battere il cuore all'impazzata. Provano la parte con la serietà degna di un grande attore e, più sono piccoli, più sollevano vociare di stupore e ammirazione tra il pubblico. I Re Magi sono solenni, eleganti, recano i loro doni guidati da una stella… voi non li sentite, ma sul palco, quando incontrano Mafé, borbottano tra loro e con i Paggi e ripassano la parte per la scena successiva, quando finalmente raggiungono Lui: Gesù, nella scena dell'Adorazione. Come curiosità, ancora nelle rappresentazioni dei giorni nostri, i pastori portano in dono al Bambino una pecorella viva (la bécia) che scorrazza per il palco mettendo a repentaglio gli scenari e che viene scherzosamente ed unanimemente riconosciuta come la migliore interprete della compagnia.

## Le origini

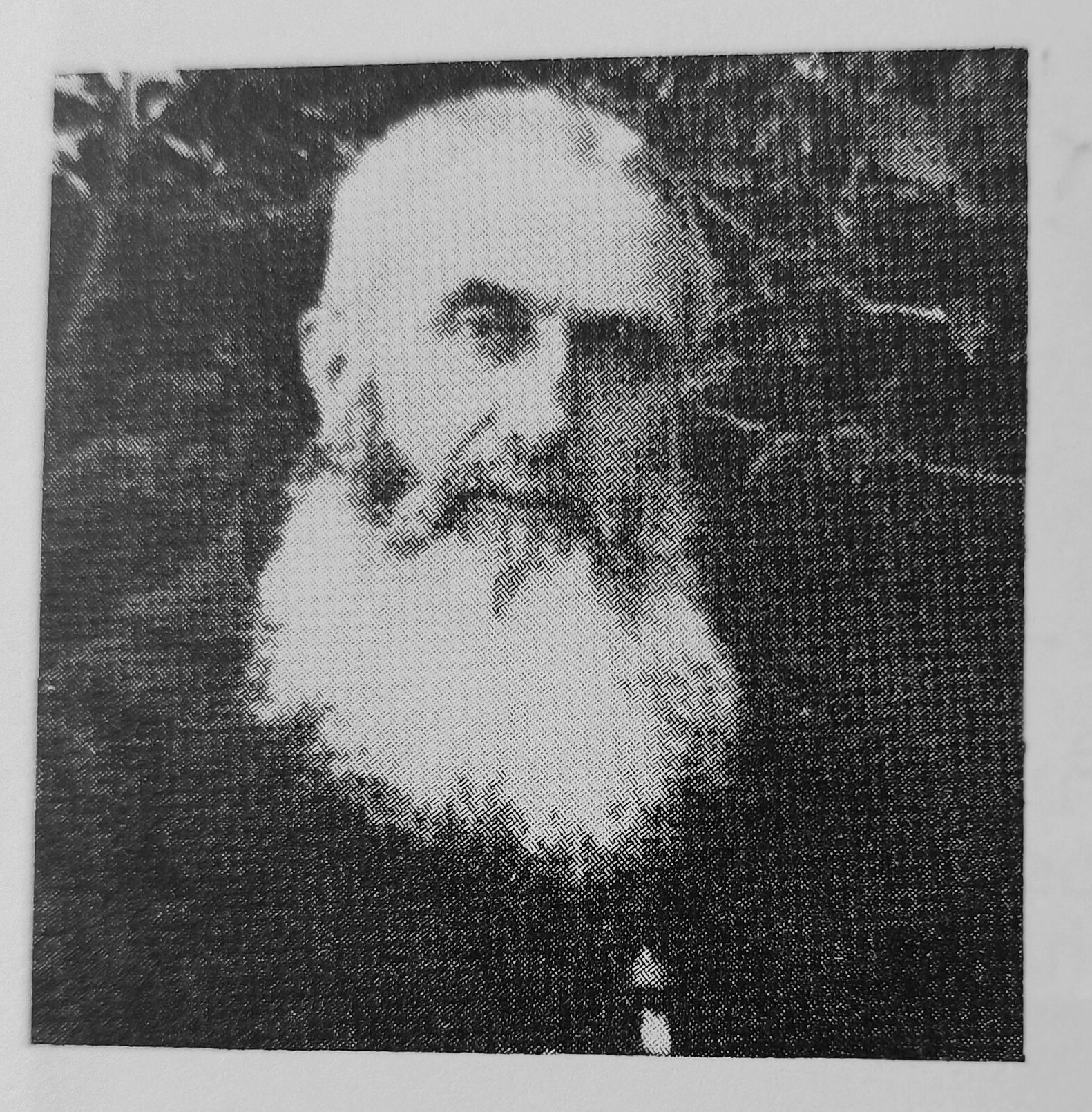
Padre Giacinto

### L'Assistente

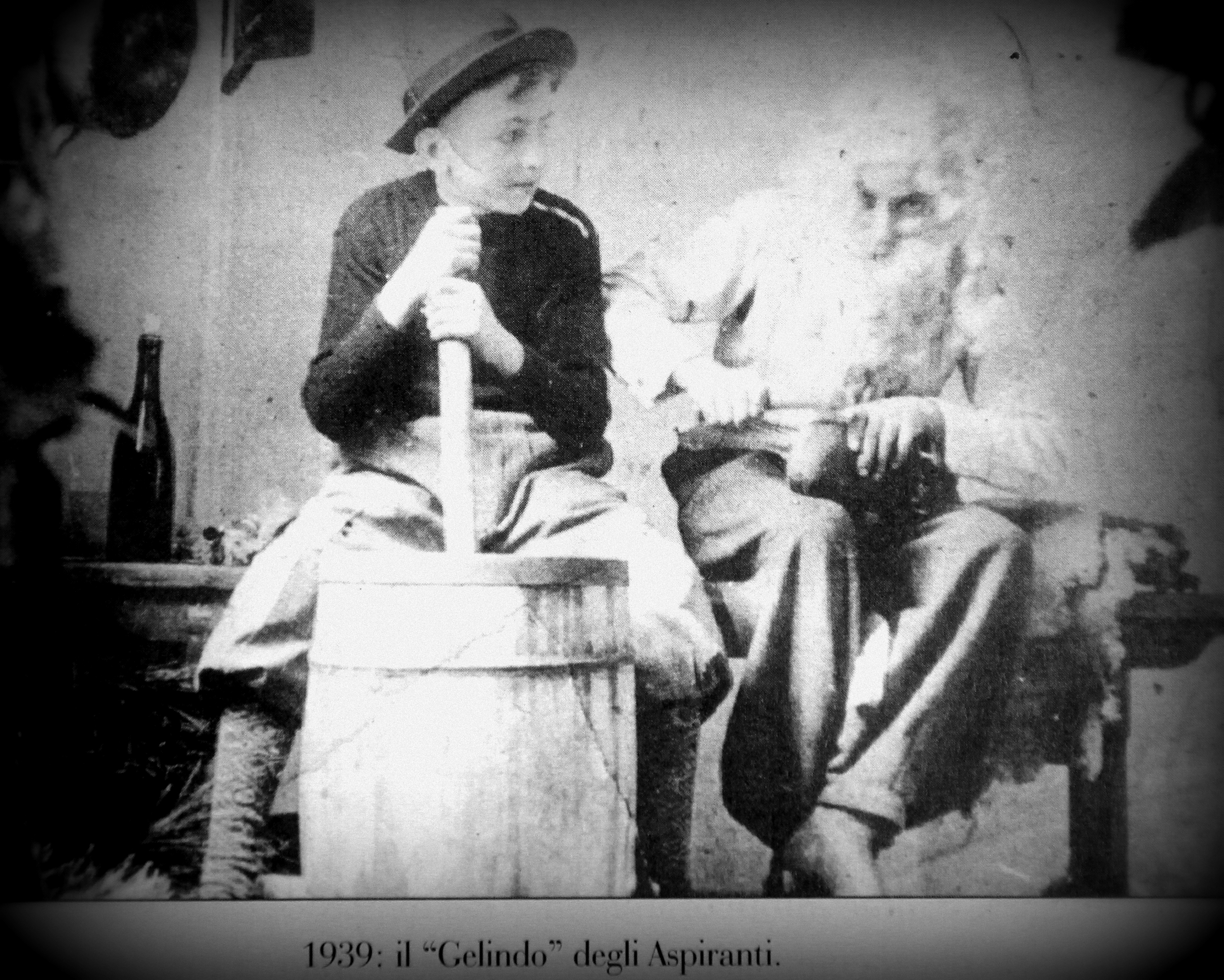
Tirsi e Mafé, scena nella casa di Gelindo, anno 1939

## Testimonianze, curiosità ed aneddoti

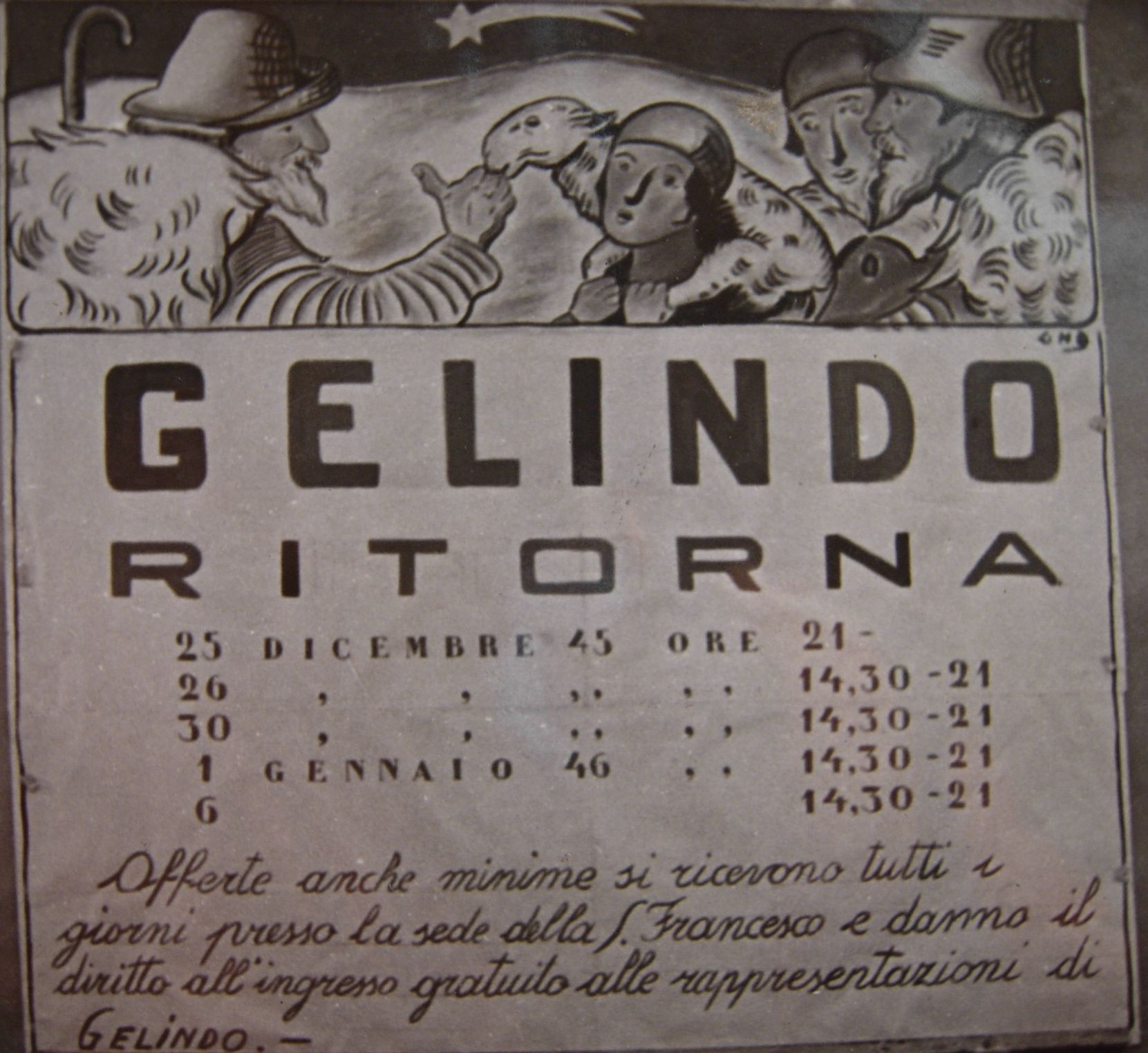
Calendario spettacoli - Dicembre 1945

### La longevità

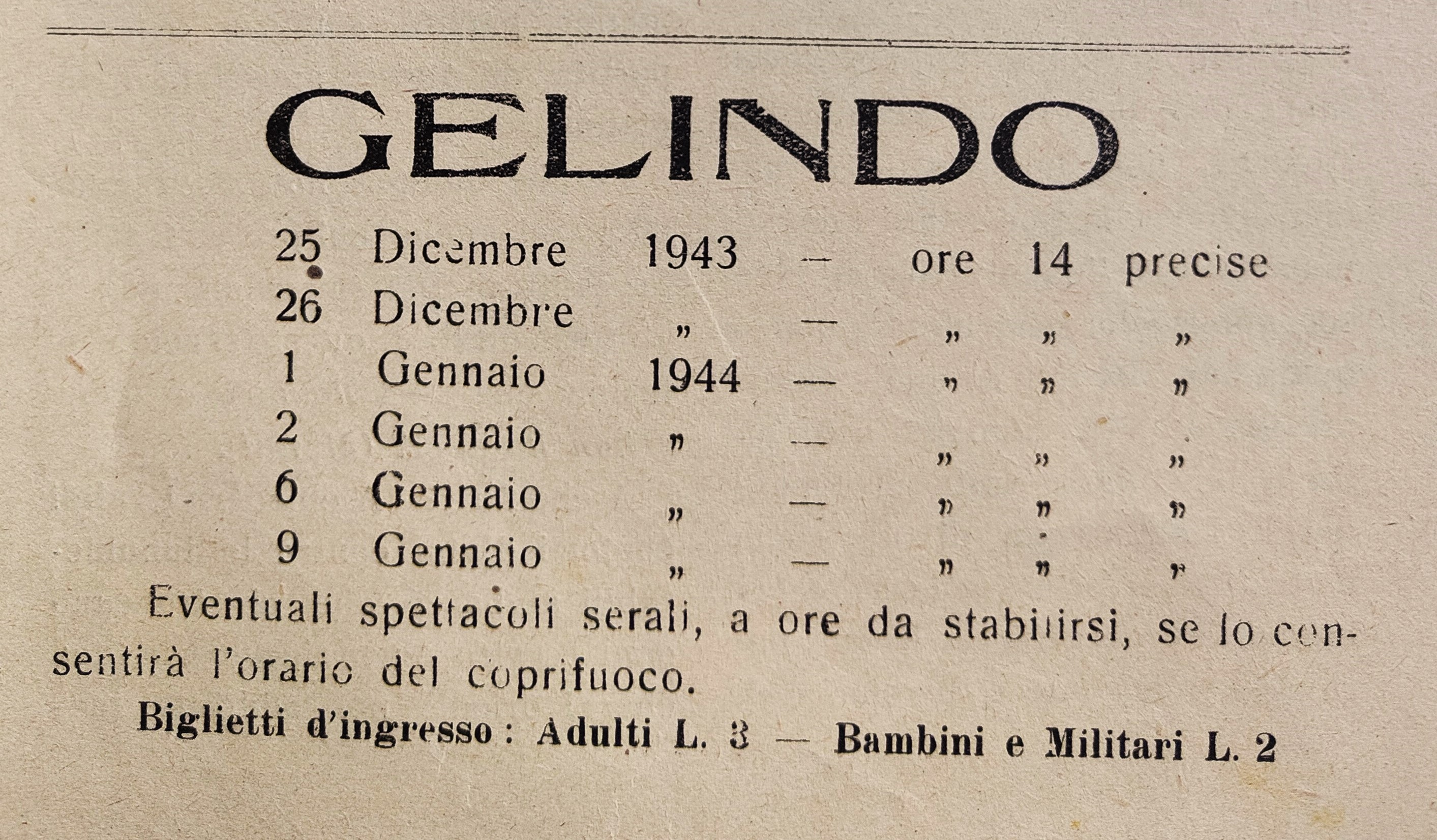
Calendario spettacoli - Dicembre 1943 "... di sera si recita solo se lo consente il coprifuoco..."

### L'omaggio del pittore Morando

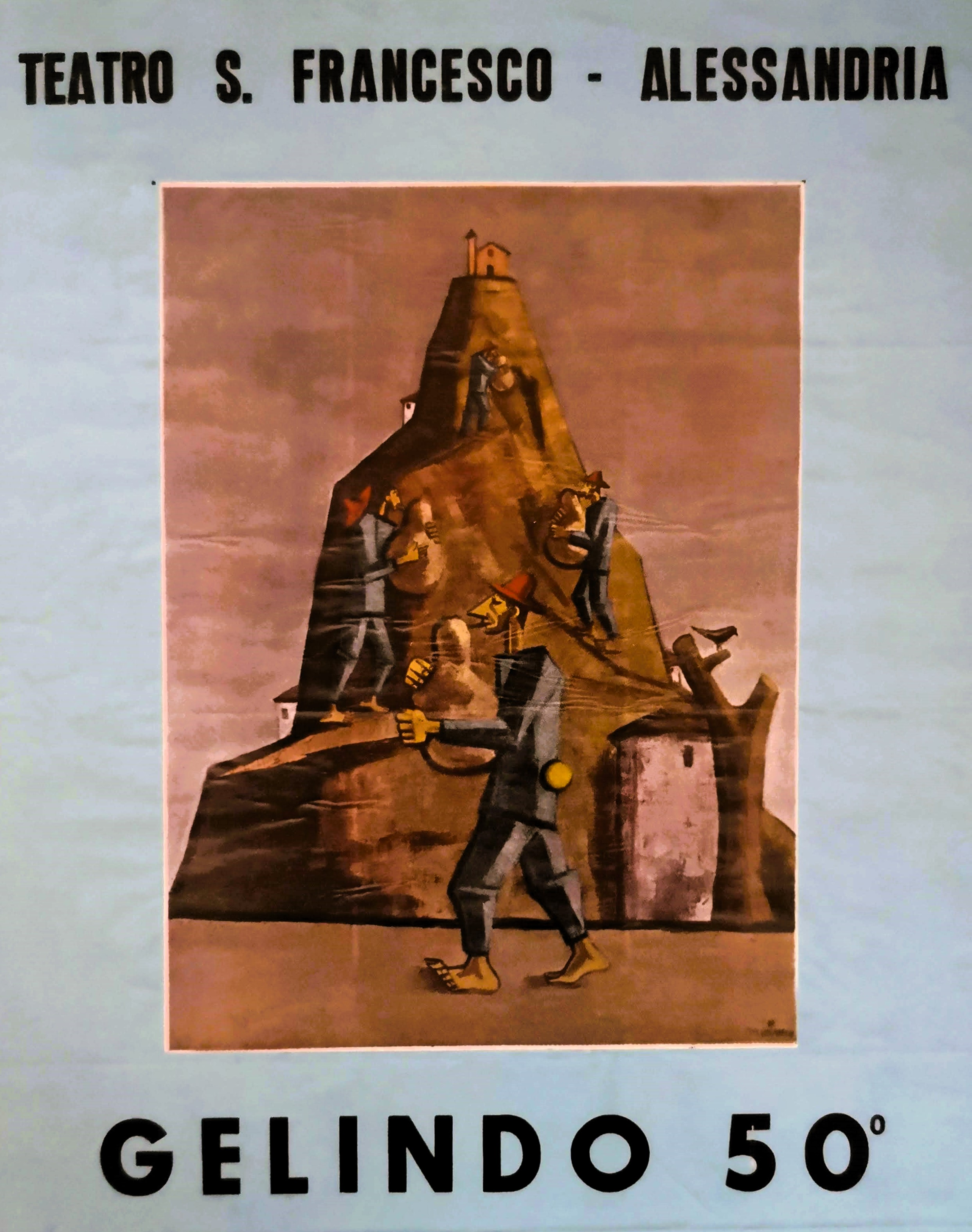
Locandina del 50º anniversario - "Presepe" di Pietro Morando